# Siglufjörður
Siglufjörður (Izlandi kiejtése [ˈsɪklʏˌfjœrðʏr̥]) halásztelepülés a hasonló nevű fjord partján, Izland északi részén.
A lakosság száma 2018-ban 1182 fő volt; az 1950-es években elért 3000 fő csúcs óta csökken. Ólafsfjörður és Siglufjörður települések, amelyeket 2010 óta a Héðinsfjörður alagutak kötnek össze, 2006-ban egyesültek és létrehozták a Fjallabyggð nevű települést, ami szó szerint Hegyi települést jelent. Siglufjörðurban található a The Herring Era Museum, egy 1994-ben megnyílt tengerészeti múzeum, illetve itt rendezik a Siglufjörður Népzenei Fesztivált (Folk Music Festival).

## Története
A város a heringhalászat miatt jött létre, amely az 1940-es és 50-es években virágzott. Izlandon az első önkormányzati takarékbankot Siglufjörðurban alapították 1873-ban, 1918. október 22-én Siglufjörður önálló önkormányzatot kapott (Izlandi nyelven: kaupstaðurréttindi) várost megillető jogokkal. Lakóinak száma 1901-ben 146, 1910-ben 415, 1920-ban 1159, 1930-ban 2022, 1940-ban 2884, 1950-ben 3015, 1960-ban 2860, 1970-ben 2161, 1979-ben 2047, 1989-ben 1806 volt, azóta is csökken. A heringhalászat az 1970-es évektől fokozatosan visszaszorult, a feldolgozó üzemeket bezárták, sokan elköltöztek. A település mégis sokáig a halfeldolgozástól függött. Az izlandi kormány igyekszik visszafordítani az elvándorlást, többek közt a szárazföldi közlekedés javításával és a turizmus támogatásával. A halfeldolgozás mára megszűnt a településen.

## Látnivalók és események
- Siglufjörður egyik nevezetessége a Herring Festival (Síldarævintýrið, [ˈsiltarˌaiːvɪnˌtʰiːrɪθ]) amelyet minden év augusztusában rendeznek
- Þjóðlagahátíðin á Siglufirði ([ˈθjouðˌlaːɣaˌhauːˌtʰiːðɪn au ˈsɪklʏˌfɪrðɪ]) egy minden év júliusában rendezett zenei fesztivál
- Herring Museum (Síldarminjasafn [ˈsiltarˌmɪnjaˌsapn̥]) a Róaldsbakkiban ([ˈrouːˌal(t)sˌpahcɪ]), egy 1907-ben épült épületben.[6]
- A város legrégibb házában (1884) működő Bjarni þorsteinsson Museum, amely a hagyományos izlandi zenét és hangszereket mutatja be
- Siglufjarðarkirkja ([ˈsɪklʏˌfjarðarˌcʰɪr̥ca]) protestáns temploma. 1932-ben szentelték fel, 400 férőhelyes. 35 méteres hosszával és 12 méteres szélességével viszonylag nagynak számít.[7] A 30 méteres torony két nagy toronyórája a Takarékbank adománya volt 1932-ben. A templom oltárképe 1726-ból származik és az utolsó vacsorát ábrázolja. A színes ablakok a német művész, Maria Katzgrau (1913-1998) alkotásai 1974-ből.
- Síldveiði ([ˈsiltˌveiːðɪ], heringhalászat) az izlandi művész, Ragnar Kjartansson szobra a templom előtt.
- Lífsbjórg ([ˈlifsˌpjourk]): a kikötő közelében álló, 1988-ban állított emlékmű a 62 siglufjörðuri halásznak állít emléket, akik 1900 és 1988 között a tengeren vesztették életüket.[8]
- A város egyik legrégibb épülete a Sæbyhús faépülete, 1886-ban épült és 1915-ben kibővítették.
- Norska sjómannaheimilið:  a fa lakóépületet 1915-ben építették Siglufjörðurban dolgozó norvég tengerészek. Később egészségügyi intézményneknek adott otthont, 1986-os felújítása óta zeneiskola működik benne.

## Közlekedés
A várost először 1940-ben lehetett közúton megközelíteni, amikor a korábbi lovasösvényt kiszélesítették, ám a szűk hágó csak nyáron volt használható. 1967-től egész évben járható 800-es alagút Strákagöng felé. 2010. október 2-án nyitották meg a kettős Héðinsfjörður alagutat, amelyek összesített hossza 11 km (6.8 mi), a várost Ólafsfjörðurral köti össze, így megközelíthetővé teszi a keleti Eyjafjörður régiót.
A város rendelkezik egy kis repülőtérrel, állandó járat nincs, de privát gépek rendszeresen használják.

## Napfényes órák
Siglufjörðurban az éjféli nap június 9 és július 1 között figyelhető meg.
Ellenben a decemberi napfordulókor sincs sarki éjszaka, a legrövidebb nappal (December 21) 2 óra 39 percig tart (11:54 UTC-14:33 UTC).

## Híres emberek
- Bjarni þorsteinsson (1861-1938), zeneszerző, pap, 1888-tól Siglufjörðurban élt. Régi népdalokat gyűjtött és 1906 és 1909 között közreadta őket
- Gunnsteinn Ólafsson (*1962) zenész, zeneszerző[10]

## Fordítás
- Ez a szócikk részben vagy egészben  a   Siglufjörður című angol Wikipédia-szócikk ezen változatának fordításán alapul.  Az eredeti cikk szerkesztőit annak laptörténete sorolja fel. Ez a jelzés csupán a megfogalmazás eredetét és a szerzői jogokat jelzi, nem szolgál a cikkben szereplő információk forrásmegjelöléseként.